# Marco Emílio Lépido (cônsul em 158 a.C.)
Marco Emílio Lépido (em latim: Marcus Aemilius Lepidus) foi um político da gente Emília da República Romana eleito cônsul em 158 a.C. com Caio Popílio Lenas. 
Era neto de Marco Emílio Lépido, pretor em 218 a.C., e sobrinho do pontífice máximo Marco Emílio Lépido.

## Carreira
Lépido foi mencionado nos Fastos Consulares e por Plínio. Valério Máximo preservou uma história sobre sua adolescência em "Nove Livros de Feitos e Dizeres Memoráveis":
| “ | Emílio Lépido, ainda adolescente, matou um inimigo numa batalha e salvou um cidadão romano (trata-se de um comilitar). O testemunho disto ainda existe no Capitólio, uma estátua na qual ele aparece com uma bula no colo, vestido com uma toga pretexta, que lhe foi concedida através de um senatus consultum, que considerou injusto considerá-lo imatura para esta honra mesmo sendo maduro suficiente para este feito. [...] E assim, um jovem da gente Emília teve coragem para merecer uma coroa militar e de colher os espólios do inimigo. | ” |
|   | — Valério Máximo, Nove Livros de Feitos e Dizeres Memoráveis III, 1.1.. |   |

Foi pretor em 161 a.C. ou antes e, possivelmente, o pretor urbano quando o Senado discutia uma disputa entre Magnésia e Priene. Lépido foi eleito cônsul em 158 a.C. com Caio Popílio Lenas.
Finalmente, foi novamente mencionado num contexto que sugere que ele era um decênviro dos fatos sagrados (decemvir sacris faciundis), um colégio sacerdotal romano responsável pelos Livros Sibilinos em 143 a.C..